# Hotel Seewarte

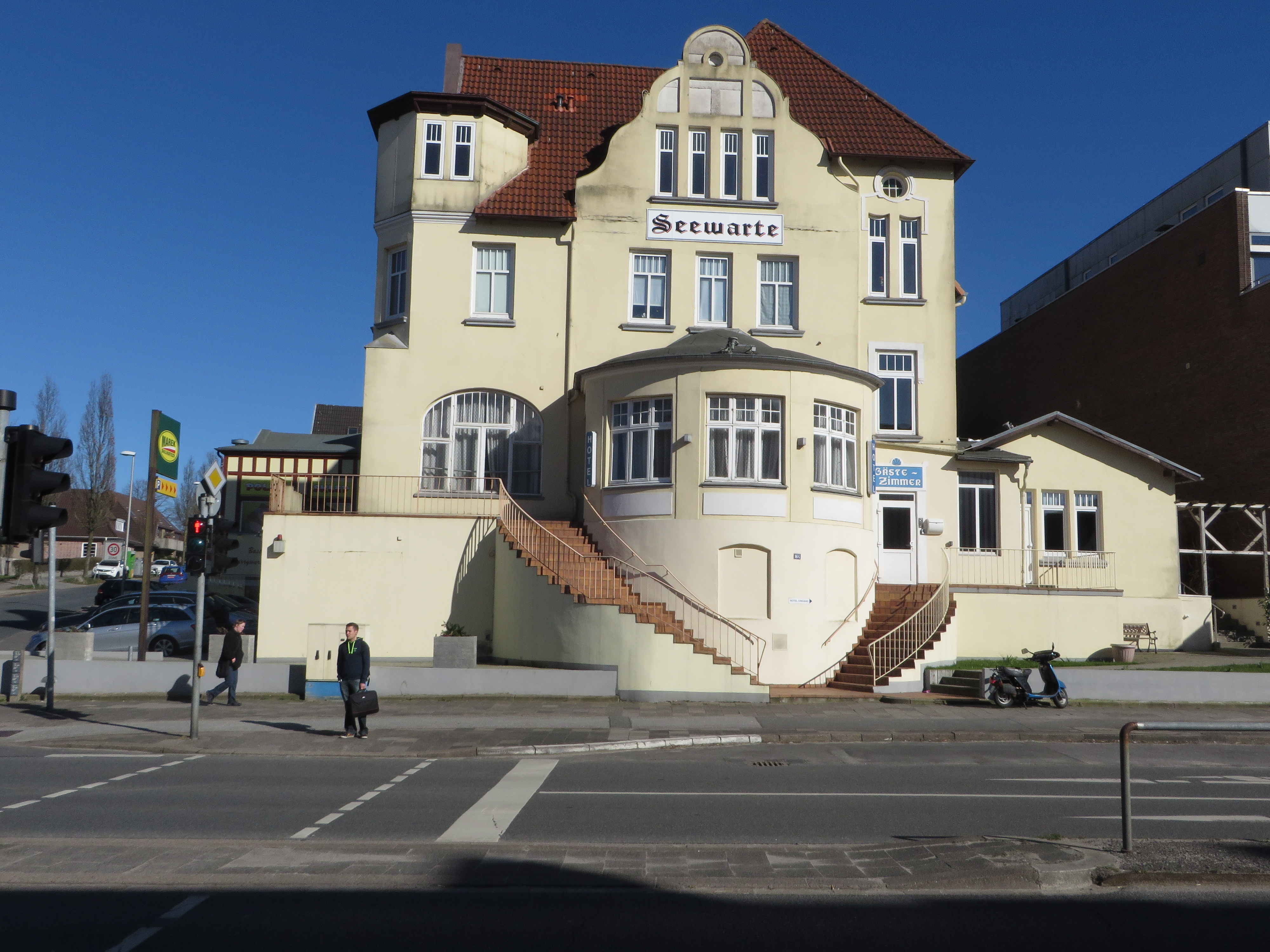
Hotel Seewarte (Foto 2015)

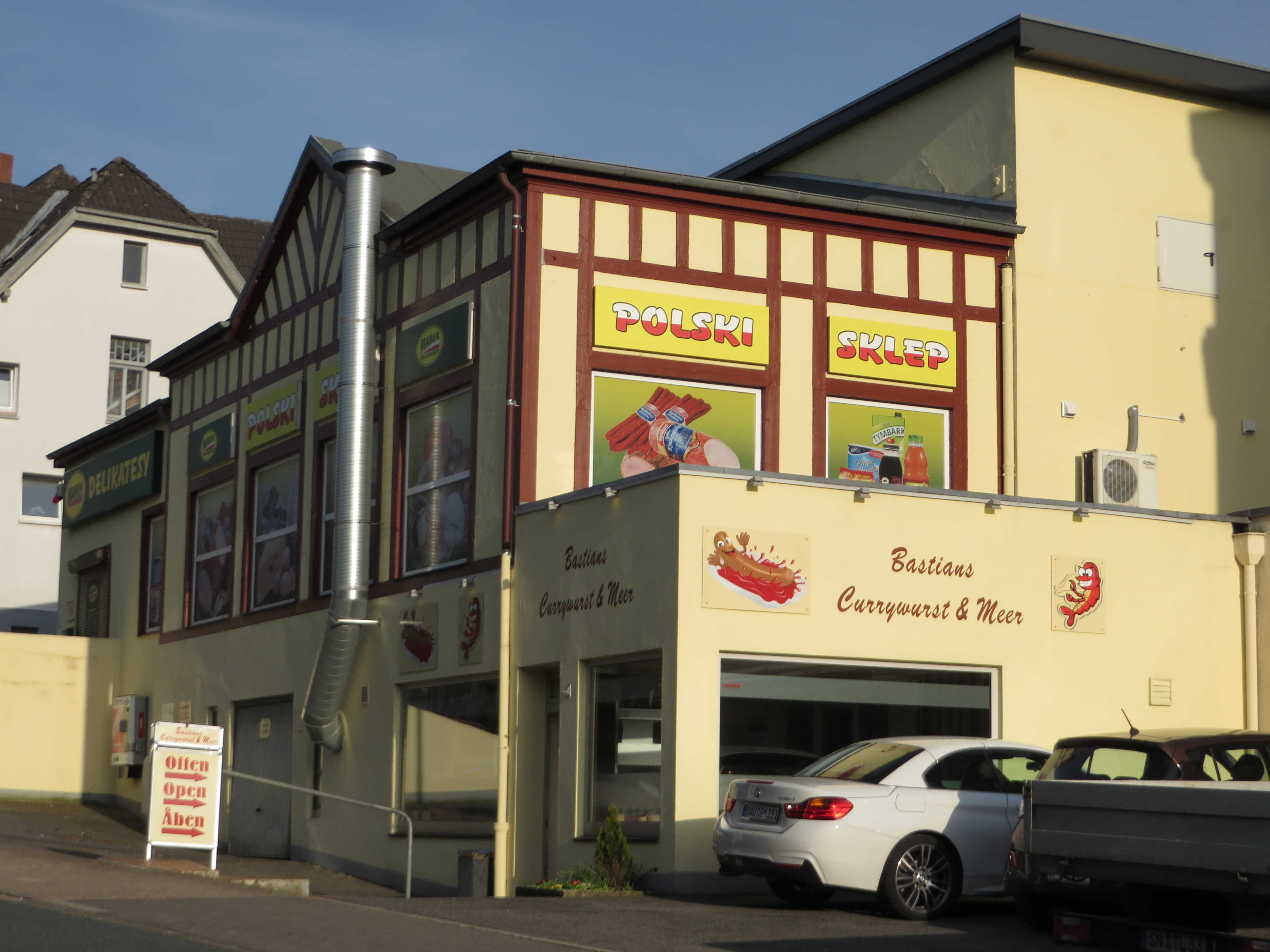
Die Nordseite des Gebäudekomplexes, in dem das Kino „Park-Lichtspiele“ untergebracht war. (Foto 2015)

Das Hotel Seewarte ist ein Kulturdenkmal in Flensburg-Mürwik, das zu Anfang des 20. Jahrhunderts im Kreuzungsbereich Blücherstraße – Swinemünder Straße / Mürwiker Straße errichtet wurde. Das alte Mürwiker Zentrum, wo sich der Gebäudekomplex der Seewarte befindet, wird auf Grund der städtischen Bekanntheit der Seewarte auch umgangssprachlich als ein Bereich „bei der Seewarte“ umschrieben.

## Hintergrund
Wie es zur Benennung als Seewarte kam, ist unklar. Eine frühere Seewarte der Kaiserlichen Marine für die Wetterbeobachtung an dieser Stelle ist ebenso denkbar wie die einfache Kennzeichnung als Aussichtspunkt mit besonders reizvollem und weitem Blick über die Ostsee. Das Hotel wurde 1906 als drittes Hotel Mürwiks auf dem Eckgrundstück an der Kreuzung von Klosterholz nach Plänen des Flensburger Architekten Karl Bernt errichtet. Bereits 1908 wurde das Gebäude offenbar um Restaurationsräume, Konzertsaal, Kegelbahn und Stallungen erweitert. Das Gebäude der Seewarte verdeutlicht den Bauboom, der durch die Ansiedlung der Kaiserlichen Marine zu Anfang des 20. Jahrhunderts in dieser Gegend ausgelöst wurde. Die Seewarte zeichnet sich durch eine Anzahl pittoresker architektonischer Elemente aus, beispielsweise die Freitreppe, die zum Eingangsbereich führt, oder die auf der Nordseite befindlichen Fachwerk-Elemente. Der Turm ist jedoch heute seines ursprünglichen spitzen Turmhelms beraubt.
Beim Bau der Seewarte gehörte das dortige Mürwiker Gebiet noch nicht zur Stadt Flensburg. In den damaligen Verhandlungen zur Eingemeindung war der Bau einer Straße nach Mürwik ein wichtiger Bestandteil. Im Vertrag der Stadt mit der Gemeinde Twedter Holz hieß es hinsichtlich der Bedingungen der Eingemeindung: „Die erweiterte Stadtgemeinde verpflichtet sich, [...] die von Flensburg nach Mürwik zu bauende Straße in der Breite von 14 m innerhalb zweier Jahre nach Inkrafttreten des Gesetzes nach Hotel Seewarte weiterzuführen, Hotel Seewarte und Osbekhof durch eine über die Koppel der Frau Iwersen in möglichst gerade Linie führende Chaussee mit abgegrenztem Fußsteig in derselben Zeit zu verbinden.“ Die Eingemeindung wurde 1910 vollzogen. Nach dem neu Neubau der Kaiser-Wilhelm-Straße erhielt der Gebäudekomplex die Nummern 154 und 156 zugeordnet.
Über die ersten Besitzer der Seewarte ist nicht viel bekannt. Das Hotel diente offenbar zunächst als Ausfluglokal- und Hotel für die Marineoffiziere und deren Familien. 1940 wurde im Saalflügel an der Blücherstraße das Kino Mürwiker Park-Lichtspiele, zumeist verkürzt Pali, eingerichtet. Nach dem Zweiten Weltkrieg wurde die Straße umbenannt und der Gebäudekomplex erhielt die Adressen Mürwiker Straße 154 und 156. 1955 wurde der Hotelgebäudekomplex von der heutigen Besitzerfamilie Luig übernommen. Fast 40 Jahre betrieb Eugen Luig auf der Nordseite der Seewarte den Imbiss „Supergrill“, der den Spitznamen „Schlammi“ erhielt. Eugen Luig verkaufte nach seinen Angaben die „beste Pizza Flensburgs“ und die „beste Currywurst der Welt“. Zu seinen Kunden gehörten viele Marinesoldaten des benachbarten Stützpunktes. Bis in die 1980er Jahre hinein befand sich beim Hotel Seewarte das Pali-Kino. In den 1970er Jahren bis in die 1980er Jahre hinein befand sich zudem in der Seewarte eine Diskothek, dessen Publikum zu einem großen Teil aus Marinesoldaten bestand. Das Soldatenheim Flensburg-Mürwik in Kielseng mit einem alternativen Angebot wurde erst in den Jahren 1980 bis 1983 eingerichtet. In dem Kinosaal der Seewarte befand sich anschließend über viele Jahre ein Supermarkt der Kette Netto Marken-Discount. Seit 2013 befindet sich im ehemaligen Kinosaal das polnische Spezialitätengeschäft Marek. das zuvor in einer unteren Etage der Seewarte zu finden war. Im selben Jahr wurde von der Flensburgerin Bettina Bastian in der Seewarte der Imbiss Bastians Currywurst & Meer eingerichtet. Auf ihrer Speisekarte werden die „besten Burger der Stadt“ angeboten, die aus regionalen Zutaten zubereitet sind. Seit 2016 betreibt Bettina Bastian auch den Strandpavillon von Solitüde unter dem Namen Bastians Bistro. Das Hotel der Seewarte ist weiterhin in Betrieb.